# Châtillon (Alts del Sena)
Châtillon és un municipi francès, situat al departament dels Alts del Sena i a la regió de Illa de França. L'any 2007 tenia 32.609 habitants.
Forma part del cantó de Châtillon i del districte d'Antony. I des del 2016, de la divisió Vallée Sud Grand Paris de la Metròpolis del Gran París.

## Demografia

### Població
El 2007 la població de fet de Châtillon era de 32.609 persones. Hi havia 13.951 famílies, de les quals 5.138 eren unipersonals (2.115 homes vivint sols i 3.023 dones vivint soles), 3.380 parelles sense fills, 4.107 parelles amb fills i 1.326 famílies monoparentals amb fills.
La població ha evolucionat segons el següent gràfic:
Habitants censats

### Habitatges
El 2007 hi havia 15.459 habitatges, 14.310 eren l'habitatge principal de la família, 245 eren segones residències i 904 estaven desocupats. 2.451 eren cases i 12.615 eren apartaments. Dels 14.310 habitatges principals, 6.774 estaven ocupats pels seus propietaris, 7.297 estaven llogats i ocupats pels llogaters i 238 estaven cedits a títol gratuït; 1.579 tenien una cambra, 2.969 en tenien dues, 4.590 en tenien tres, 3.055 en tenien quatre i 2.116 en tenien cinc o més. 9.247 habitatges disposaven pel capbaix d'una plaça de pàrquing. A 7.866 habitatges hi havia un automòbil i a 3.016 n'hi havia dos o més.

### Piràmide de població
La piràmide de població per edats i sexe el 2009 era:
| Homes | Edats   | Dones |
| ----- | ------- | ----- |
| 8     | 95 o +  | 48    |
| 40    | 90 a 94 | 136   |
| 88    | 85 a 89 | 260   |
| 112   | 80 a 84 | 244   |
| 336   | 75 a 79 | 492   |
| 388   | 70 a 74 | 596   |
| 512   | 65 a 69 | 720   |
| 580   | 60 a 64 | 676   |
| 600   | 55 a 59 | 668   |
| 824   | 50 a 54 | 1.032 |
| 944   | 45 a 49 | 1.132 |
| 1.152 | 40 a 44 | 1.076 |
| 1.140 | 35 a 39 | 1.220 |
| 1.384 | 30 a 34 | 1.440 |
| 1.260 | 25 a 29 | 1.268 |
| 865   | 20 a 24 | 885   |
| 756   | 15 a 19 | 732   |
| 776   | 10 a 14 | 740   |
| 856   | 5 a 9   | 864   |
| 812   | 0 a 4   | 908   |

## Economia

### Salaris i ocupació
El 2007 el salari net horari mitjà era 16,2 €/h en el cas dels alts càrrecs era de 23,6 €/h
(24,7 €/h els homes i 21,5 €/h les dones), el dels professionals intermedis 14,1 €/h (14,4 €/
h els homes i 13,8 les dones), el dels empleats 10,2 €/h (10,2 €/h els homes i 10,3 €/h les
dones) i el dels obrers 10,5 €/h (10,9 €/h els homes i 9,4 €/h les dones).
El 2007 la població en edat de treballar era de 22.211 persones, 17.898 eren actives i 4.313 eren inactives. De les 17.898 persones actives 16.469 estaven ocupades (8.150 homes i 8.319 dones) i 1.428 estaven aturades (730 homes i 698 dones). De les 4.313 persones inactives 1.214 estaven jubilades, 2.111 estaven estudiant i 988 estaven classificades com a «altres inactius».

### Ingressos
El 2009 a Châtillon hi havia 14.268 unitats fiscals que integraven 32.121 persones, la mediana anual d'ingressos fiscals per persona era de 25.889 €.

### Activitats econòmiques
Dels 1.400 establiments que hi havia el 2007, 9 eren d'empreses extractives, 12 d'empreses alimentàries, 14 d'empreses de fabricació de material elèctric, 1 d'una empresa de fabricació d'elements pel transport, 44 d'empreses de fabricació d'altres productes industrials, 113 d'empreses de construcció, 268 d'empreses de comerç i reparació d'automòbils, 65 d'empreses de transport, 79 d'empreses d'hostatgeria i restauració, 93 d'empreses d'informació i comunicació, 68 d'empreses financeres, 64 d'empreses immobiliàries, 289 d'empreses de serveis, 193 d'entitats de l'administració pública i 88 d'empreses classificades com a «altres activitats de serveis».
Dels 280 establiments de servei als particulars que hi havia el 2009, 1 era una oficina d'administració d'Hisenda pública, 1 gendarmeria, 1 oficina de correu, 11 oficines bancàries, 1 funerària, 28 tallers de reparació d'automòbils i de material agrícola, 1 taller d'inspecció tècnica de vehicles, 1 establiment de lloguer de cotxes, 6 autoescoles, 15 paletes, 21 guixaires pintors, 16 fusteries, 18 lampisteries, 19 electricistes, 17 empreses de construcció, 18 perruqueries, 5 veterinaris, 3 agències de treball temporal, 57 restaurants, 29 agències immobiliàries, 5 tintoreries i 6 salons de bellesa.
Dels 71 establiments comercials que hi havia el 2009, 5 eren supermercats, 1 un supermercat, 1 una gran superfície de material de bricolatge, 6 botiges de menys de 120 m², 14 fleques, 3 carnisseries, 1 una carnisseria, 7 llibreries, 9 botigues de roba, 4 botigues d'equipament de la llar, 1 una botiga d'equipament de la llar, 2 botigues d'electrodomèstics, 6 botigues de mobles, 1 una botiga de mobles, 2 perfumeries i 8 floristeries.

## Equipaments sanitaris i escolars
El 2009 hi havia 2 hospitals de tractaments de mitja durada (seguiment i rehabilitació), 3 centres de salut, 11 farmàcies i 1 ambulància.
El 2009 hi havia 6 escoles maternals i 5 escoles elementals. A Châtillon hi havia 2 col·legis d'educació secundària i 1 liceu tecnològic. amb 1.021 alumnes.

## Poblacions més properes
El següent diagrama mostra les poblacions més properes.